# Philippe Vleughels
Philippe Vleughels (Antwerpen, gedoopt 2 juli 1619 - Parijs, 22 maart 1694) was een Zuid-Nederlandse kunstschilder. Na een kort oponthoud in 1641 in Londen, trok hij door naar Parijs waar hij de rest van zijn leven woonde en werkte.

## Biografie
Vleughels was een leerling van de Antwerpenaar Cornelis Schut. Zijn moeder, Catherine Geerts, bracht veel tijd door in het atelier van Peter Paul Rubens en heeft hem mogelijk ook wegwijs gemaakt in het schildersvak. Hij vertrok in 1641 naar Engeland waar hij zich bij Antoon van Dyck wilde voegen. Toen hij in Londen aankwam, bleek Van Dyck net te zijn overleden.
Vervolgens vertrok hij naar Parijs waar hij in 1642 aankwam. Hier werd hij door Pieter van Mol geïntroduceerd in de Vlaamse kunstenaarsgroep "La Chasse". Hier kwam hij in contact met een groot aantal kunstenaars, onder wie ook Jacques Focquier en Matthieu van Plattenberg. In 1663 werd hij opgenomen als lid van de Académie des beaux-arts.
Vleughels trouwde met de dochter van Van Plattenberg. Twee van hun zonen ontwikkelden zich ook tot kunstschilder, namelijk Jacques Philippe (1666-?) en Nicolas (1668-1737). Bekend is dat hij een leermeester was van zijn zoon Nicolas; mogelijk was hij dat ook van Jacques Philippe.
Vleughels overleed op 74-jarige leeftijd.

## Galerij

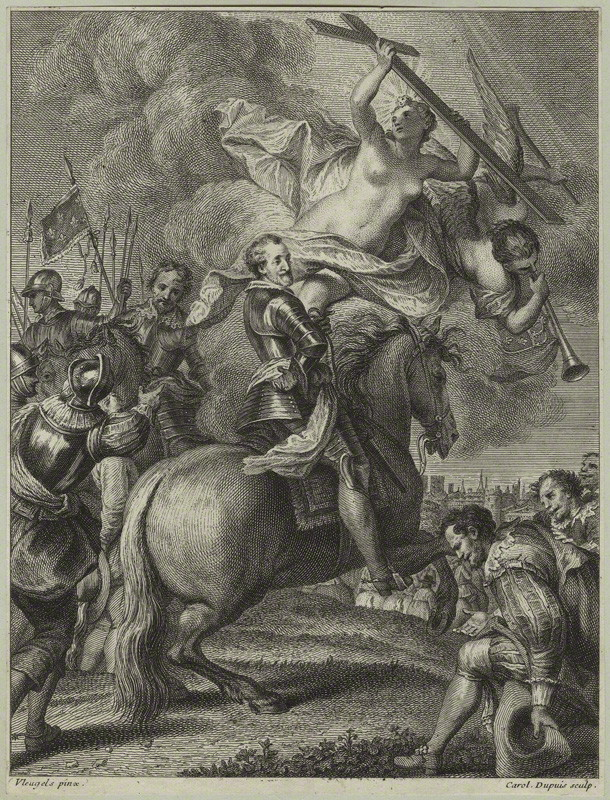
Gegraveerd portret van Koning Henri IV door Charles Dupuis op basis van een schilderij van Vleughels

- Biografisch Portaal: 36213722
- Gemeinsame Normdatei: 1023853868
- International Standard Name Identifier: 0000 0000 6792 2959
- RKD-Nederlands Instituut voor Kunstgeschiedenis: 429589
- Union List of Artist Names: 500045273
- Virtual International Authority File: 95979060